# ۱۵۵۱ (میلادی)
۱۵۵۱ (میلادی) هزار و پانصد و پنجاه و یکمین سال تقویم میلادی است.

## رویدادها
- حمله نیروهای ایرانی به صومعه‌های غاری واردزیا در گرجستان و نابودی این صومعه‌ها.
- تسخیر طرابلس توسط امپراتوری عثمانی.

## زادگان
- ۱۹ سپتامبر شاه آنری سوم (مرگ: ۱۵۸۹ (میلادی))
- بوریس گودونوف، تزار روسیه (مرگ: ۱۶۰۵ (میلادی))
- ۱۴ ژانویه – ابوالفضل علامی، نویسنده، شاعر، و تاریخ‌نگار هندی (د. ۱۶۰۲)

## درگذشتگان
- ۲۸ فوریه – مارتین بوسر، نویسنده و الهی‌دان آلمانی (ز. ۱۴۹۱)